# 乃家河组
乃家河组是位于中国宁夏固原一带的上白垩世地层，1959年由石油部银川石油勘探局一二五队命名。该地层以蓝灰、灰绿、紫红色砂岩、泥岩、泥灰岩、灰岩为主，间夹石膏等。